# Останній капіталіст
«Останній Капіталіст» — українська просвітницька ініціатива, яку створив Валентин Краснопьоров. Проєкт висвітлює економічні, політичні та суспільні процеси у популярному форматі й співпрацює з українськими медіа (зокрема з 24 канал).

## Історія створення
Ідея створення «Останнього капіталіста» виникла у Валентина Краснопьорова на тлі суспільного запиту на економічну просвіту. Офіційно ініціатива розпочала діяльність на початку 2019 року, коли Краснопьоров запустив сторінки проєкту в інтернеті та однойменний YouTube-канал.
У наступні роки ініціатива швидко набрала популярності в інформаційному просторі. Валентин Краснопьоров, маючи досвід у громадському секторі (очолював ГО «Сильні громади» та брав участь в організації Євромайдану в Донецьку), зосередився на донесенні ідей економічної свободи та підприємництва широкій аудиторії. У квітні 2025 року команда спільно з 24 Каналом провела публічний івент «Капітал 24».

## Діяльність

### Просвітницькі відео
Ініціатива регулярно публікує пояснювальні матеріали та інтерв’ю щодо економіки, податків, ринку праці й енергетики; засновник виступає експертом у національних медіа.

### Школа «Останнього капіталіста»
За твердженням авторів проєкту, Школа «Останнього Капіталіста» стала освітньою онлайн-платформою №1 в Україні у сфері фінансів та інвестицій. Станом на середину 2025 року її курсами скористалися понад 5,2 тисячі українців, які пройшли навчання і підвищили рівень фінансової грамотності.

### Видавництва

#### Куркуль
У 2021 році Валентин Краснопьоров став співзасновником видавництва «Куркуль», яке спеціалізується на літературі з економіки, бізнесу та суспільства; партнером виступив Олексій Бешуля — засновник видавництва «Пропала Грамота».
Всього «Куркуль» видав три книги:
- Ґілберт Кіт Честертон. «Летючий шинок» = «The Flying Inn» / пер. з англ. Єлизавета Козорог. — К. : Куркуль, 2021. — 256 с. — ISBN 9786177918089.
- Бенджамін Франклін. «Як я опинився на ста доларах» = «An Authobiography» / пер. з англ. Соломія Курило. — К. : Куркуль, 2021. — 224 с. — ISBN 9786177918072.
- Дмитро Бураков. «Що потрібно знати українцям про економіку». — К. : Куркуль, 2021. — 384 с. — ISBN 9786177918119.

#### Капітал
У березні 2025 року команда «Останнього капіталіста» оголосила про запуск власного видавництва «Капітал», яке позиціонується як продовження освітньої місії проєкту і планує видавати книжки та аналітичні збірники про економічні перетворення, реформи та післявоєнну відбудову України.

## Нагороди
- Fin Blogger Award 2023 — переможець у категорії «Найкращий YouTube-канал про фінанси».[11]
- FinAwards 2025 — 1-ше місце в категорії «Найкращий Telegram-канал про фінанси» та 2-ге місце в категорії «Найкращий YouTube-канал про фінанси».[12][13]